# コーン油
| 項目                 | 分量（g） |
| -------------------- | --------- |
| 脂肪                 | 100       |
| 飽和脂肪酸           | 12.948    |
| 16:0（パルミチン酸） | 10.579    |
| 18:0（ステアリン酸） | 1.848     |
| 一価不飽和脂肪酸     | 27.576    |
| 18:1（オレイン酸）   | 27.333    |
| 多価不飽和脂肪酸     | 54.677    |
| 18:2（リノール酸）   | 53.515    |
| 18:3（α-リノレン酸） | 1.161     |

コーン油（コーンゆ）は、トウモロコシの胚芽を原料とした油脂である。主に食用油として利用される。

## 生産
トウモロコシからコーンスターチを製造する際に分離した胚芽を原料としており、コーン工業の副産物であると言える。日本では、コーンを希薄亜硫酸水に浸漬して磨砕し、分離した胚芽から搾油する。コーン1トンあたりの搾油量は30kgで、大豆油の180kgに比べるとかなり少ない。但し面積あたりのコーン収穫量は大豆の3倍程度であるため、作付面積あたりの油の生産量は、大豆油の1/2ほどとなる。生産量はアメリカ・ブラジル・日本の順に多いが、日本の年間消費量は約10万トンであり、アメリカに次いで第2位である。

## 消費
リノレン酸含有率が低く、光酸化の原因となるクロロフィルが含まれないため貯蔵安定性に優れ、家庭用サラダ油として揚げ物・炒め物などに、加工油脂や食品工業用としてマーガリンやスナック菓子などの製造に用いられる。1996年の統計では、日本国内で単体油として6万トン、加工油脂として3.4万トンが消費されている。アメリカでは硬化油の約10%がコーン油を原料としている。日本ではこめ油と並んでプレミアム油とされており、菜種油や大豆油と比べて3割程度高価である。

## 性質
脂肪酸組成はリノール酸約55%、オレイン酸30%、パルミチン酸10%。ヨウ素価はアメリカ産のもので127-133、日本農林規格では103-130となっている。アメリカ産では飼料用の黄色種、日本産ではコーンスターチ用白色種を原料としているため、数値に開きがある。